# Ungabuurt
Ungabuurt (Fries: Ungaboer) is een voormalige buurtschap in de gemeente Harlingen, in de Nederlandse provincie Friesland. De buurtschap lag ongeveer op de plek van de huidige Ungabuurtsterweg op het industrieterrein Oostpoort, in de stad Harlingen.

## Geschiedenis
De oudste vermelding uit 1402, Vnghaburstata tilla verwijst naar een brug. In 1511 werd de plaats zelf vermeldt als Ongebuer, In 1664 en 1718 (de Schotanusatlas) als Unga Buir en in de 19e eeuw duidde Eeckhof op zijn kaart tweemaal Ungabuur, dichtbij elkaar.
In 1853 en 1899 werd de plaats vermeld als Ungabuurt. Het eerste deel van de plaatsnaam verwijst mogelijk naar het geslacht Unga, Uninga of Unia, afgeleid van de persoonsnaam One.
Vanaf de 17e tot in het begin van de 20e eeuw werd er klei gewonnen en verwerkt in en rond Ungabuurt, voor allerlei soorten steenfabrieken. Ungabuurt behoorde tot de zogenoemde Harlinger Werken, een druk werkgebied langs de Franekertrekvaart. Tussen 1720 en 1920 stonden er in totaal tussen Harlingen en Ungabuurt twee kalkwerken, drie panwerken en maar liefst negen tichelwerken.
Ungabuurt lag in de 80 hectare grote Ungabuurtpolder tussen Midlum en Herbaijum. In deze polder hebben diverse poldermolens gestaan. In het westen, ter hoogte van de latere Kelvinstraat werd in 1857 een stellingmolen van het type spinnenkop gebouwd. Deze poldermolen wordt aangeduid als Polder 7, ook wel het nummer van de polder van Ungabuurt. De molen had een vierkante ondertoren en werd in 1922 afgebroken en zou daarna enige tijd vervangen zijn door een windmotor. In het oosten stond de spinnenkop-poldermolen Ungabuurtsterpolder. Deze molen eveneens met een vierkante ondertoren werd voor 1832 gebouwd en was tot in het begin van de 20ste eeuw in werking. De molen werd voor 1928 afgebroken.
Bij een grenscorrectie in 1971 werd de nieuwe grens getrokken bij de opvaart naar de terpen oost van Midlum. Midlum viel daardoor in de gemeente Harlingen, terwijl Ungabuurt in Franekeradeel bleef. Volgens plaatsengids.nl kreeg het oostelijke deel van Midlum in 1978 een eigen postcode, omdat postcodes niet binnen twee gemeenten kon liggen. In 1984 is dit deel, inclusief Ungabuurt bij Harlingen gevoegd. Op de kadasterkaarten is dat pas in de jaren 90 zichtbaar.
Aan het eind van de twintigste eeuw werd een deel van de polder en de buurtschap ontwikkeld tot het bedrijventerrein Oostpoort. In 2007 duidde Gildemacher in zijn werk plaatsen in Friesland Ungabuurt nog als een buurtschap, toen de eerste fases van het bedrijventerrein nog in bouw was. De Nieuwe encyclopedie van Fryslân uit 2016 vermeldt de plaats als een van de buurtschappen van Harlingen, hoewel de bebouwing toen al vrijwel geheel door het industrieterrein was omgeven. 
In 2014 werd er een uitbreiding voorgesteld van het bedrijventerrein en in 2016 werd het eerste plan uitgewerkt en voorgelegd. In 2023 werd het plan uiteindelijk goed gekeurd. Daarmee startte de derde fase van het bedrijventerrein. Op 21 maart 2024 ging men officieel van start met symbolische eerste schop te plaatsen. Door deze uitbreiding is alleen het oostelijkste boerderij nog los gelegen bewoning van de oorspronkelijke buurtschap. Anno 2024 werd het industrieterrein nog verder uitgebreid, waarmee de buurtschap feitelijk grotendeels opgeslokt geraakt. Alleen de meest oostelijke boerderij ligt dan nog apart van het industrieterrein.
Stad en dorpen: Harlingen · Midlum · Wijnaldum

Buurtschappen: Atjetille ·De Blijnse · IJslumburen · Kiesterzijl (klein deel) · Koetille · Koningsbuurt · Roptazijl (deels) · Saltryp · Voorrijp

Voormalige buurtschappen: Almenum · Luidum · Ungabuurt

Friesland: Steden en dorpen      Nederland: Provincies · Gemeenten